# Pink moon
Pink moon és una pel·lícula dramàtica dirigida per Floor van der Meulen i estrenada l'any 2022 al Festival de Cinema de Tribeca.
Va ser el primer llargmetratge de la directora neerlandesa Floor van der Meulen. En una entrevista va explicar que la reacció del públic es presentava dividida sobre la qüestió: mentre un sector gran semblava que entenia la decisió del pare, una altra part del públic, sovint més jove, es rebel·lava i l'anomenava «egocèntric», i plantejava la qüestió de la llibertat individual o de la responsabilitat dels pares envers els fills.

## Argument
Jan (Johan Leysen), un home vidu i pare de d'un fill i una filla adults, anuncia en una reunió familiar que ha decidit acabar amb la seva vida mitjançant l'eutanàsia. Amb 75 anys i encara amb bona salut, argumenta que no vol convertir-se algun dia en un llast per a la societat.
Si el seu fill sembla estar d'acord amb els desitjos del seu pare, la seva filla, Iris, no pot resignar-se a la seva voluntat, per això intenta dissuadir-lo, tot i que Jan mostra una determinació indestructible. Iris decideix llogar una casa a la muntanya per a estat al costat del seu pare i procura entendre'l. Ell li explica que li és impossible de superar la mort de la seva esposa. El fatídic dia es fa una petita festa a la casa familiar. Després que els convidats hagin marxat, Jan s'instal·la a la sala d'estar buida i prepara el verí fatal. Iris decideix entrar-hi i presenciar la marxa del seu pare.